# Heterormista albina
Heterormista albina är en fjärilsart som beskrevs av George Francis Hampson 1926. Heterormista albina ingår i släktet Heterormista och familjen nattflyn. Inga underarter finns listade i Catalogue of Life.